# 毛嫱
毛嫱（？—？），春秋时期越国美女，与西施时代相当，相传为越王爱姬。

## 生平
《莊子》一书曾提到毛嫱：「毛嬙，麗姬，人之美也；魚見之深入，鳥見之高飛，麋鹿見之決驟，四者孰知天下之正色哉？」
古代典籍中，毛嫱之名多居西施之前。《韩非子》云：“故善毛嫱，西施之美，无益吾面，用脂泽粉黛，则倍其初。”《管子·小称》曰：“毛嫱、西施，天下之美人也。”后毛嫱逐渐不为人知，西施则成为美的象征。